# Tommy Naurin
Tommy Naurin (sinh ngày 17 tháng 5 năm 1984) là một cầu thủ bóng đá người Thụy Điển thi đấu cho GIF Sundsvall ở vị trí thủ môn.